# ساو خوزه دوس پینهایس
ساو خوزه دوس پینهایس (به پرتغالی: São José dos Pinhais) یک شهرستان برزیل در برزیل است که در پارانا واقع شده‌است.

## خصوصیات
ساو خوزه دوس پینهایس ۲۷۹٬۲۹۷ نفر جمعیت دارد.

## خواهرخوانده
شهر زایبو خواهرخواندهٔ ساو خوزه دوس پینهایس هست.